# Синдзюку (станция)
Станция Синдзюку (яп. 新宿駅 Синдзюку-эки) — железнодорожная станция, расположенная в специальных районах Синдзюку и Сибуя японской столицы Токио.
Станция служит главным транспортным узлом, связывающим центральный Токио с его западными пригородами. По состоянию на 2007 год станция была самой загруженной по пассажиропотоку станцией в мире, пропуская через себя ежедневно около 3,64 миллиона пассажиров. (Точные данные приведены ниже.) Это зарегистрировано в Книге Рекордов Гиннесса. Существует более двухсот выходов со станции, включая подземные торговые ряды. На станции установлены автоматические платформенные ворота.

## Линии
- JR East:
  - Линия Яманотэ
  - Линия Тюо (экспрессы с ограниченным числом остановок)
  - Линия Тюо (Скорая)
  - Линия Тюо-Собу
  - Линия Сёнан-Синдзюку
  - Линия Сайкё
- Odakyu Electric Railway:
  - Линия Одавара
- Keio Corporation:
  - Линия Кэйо
  - Новая Линия Кэйо
- Tokyo Metro:
  - Линия Маруноути
- Toei Subway:
  - Линия Синдзюку
  - Линия Оэдо

## Планировка станции

### JR

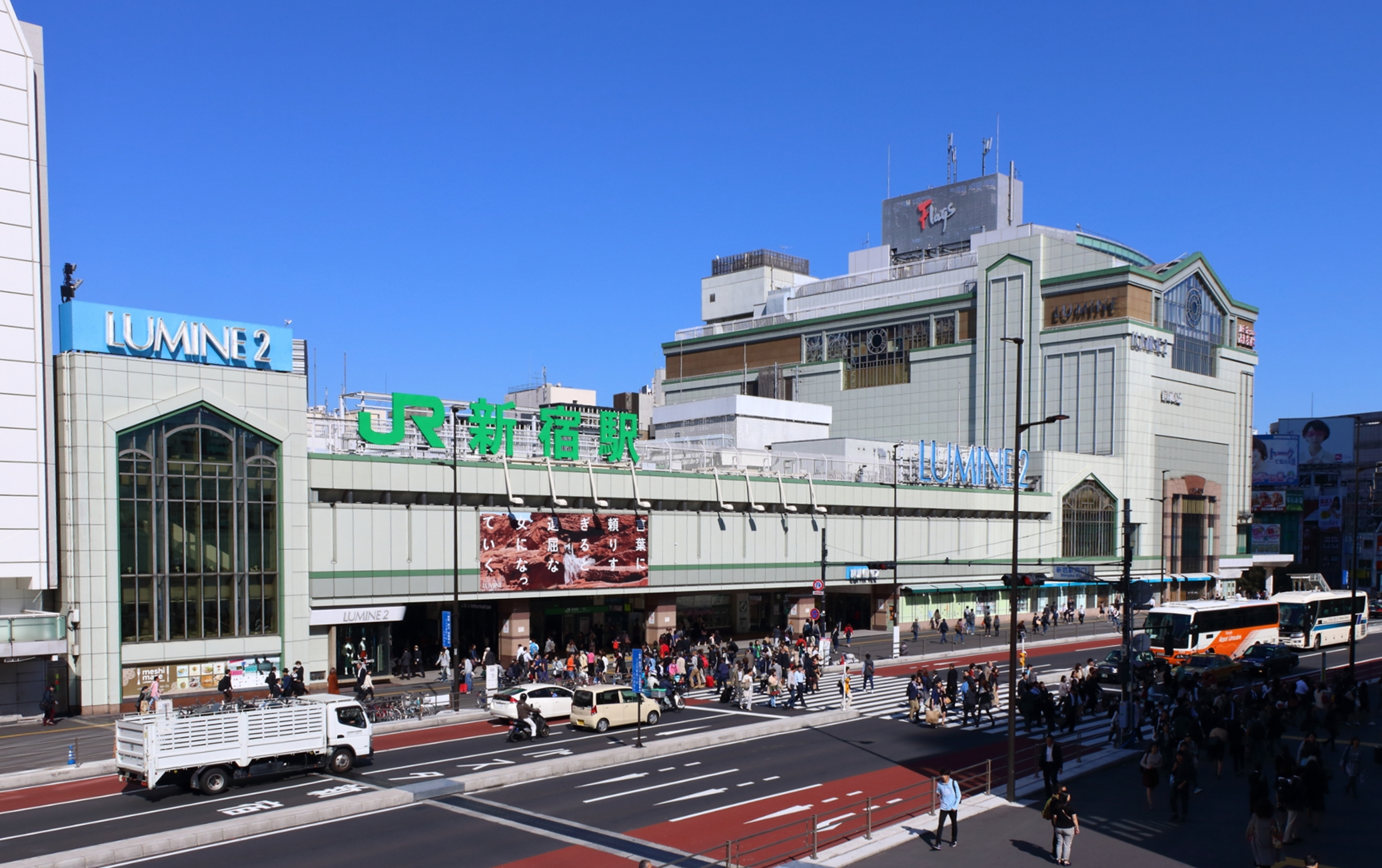
Южный Выход станции Синдзюку

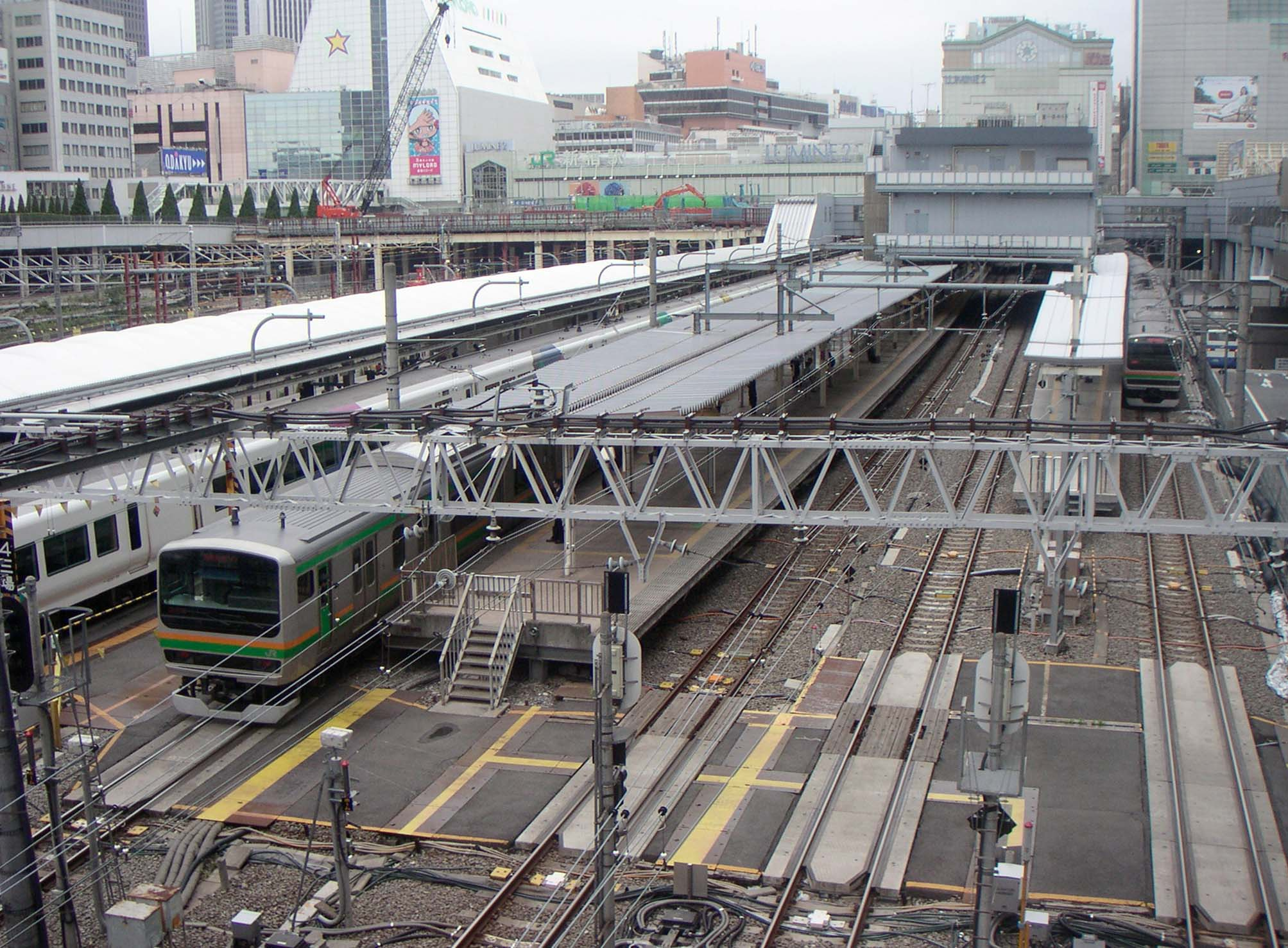
Платформы линии Сайкё и линии Сёнан-Синдзюку

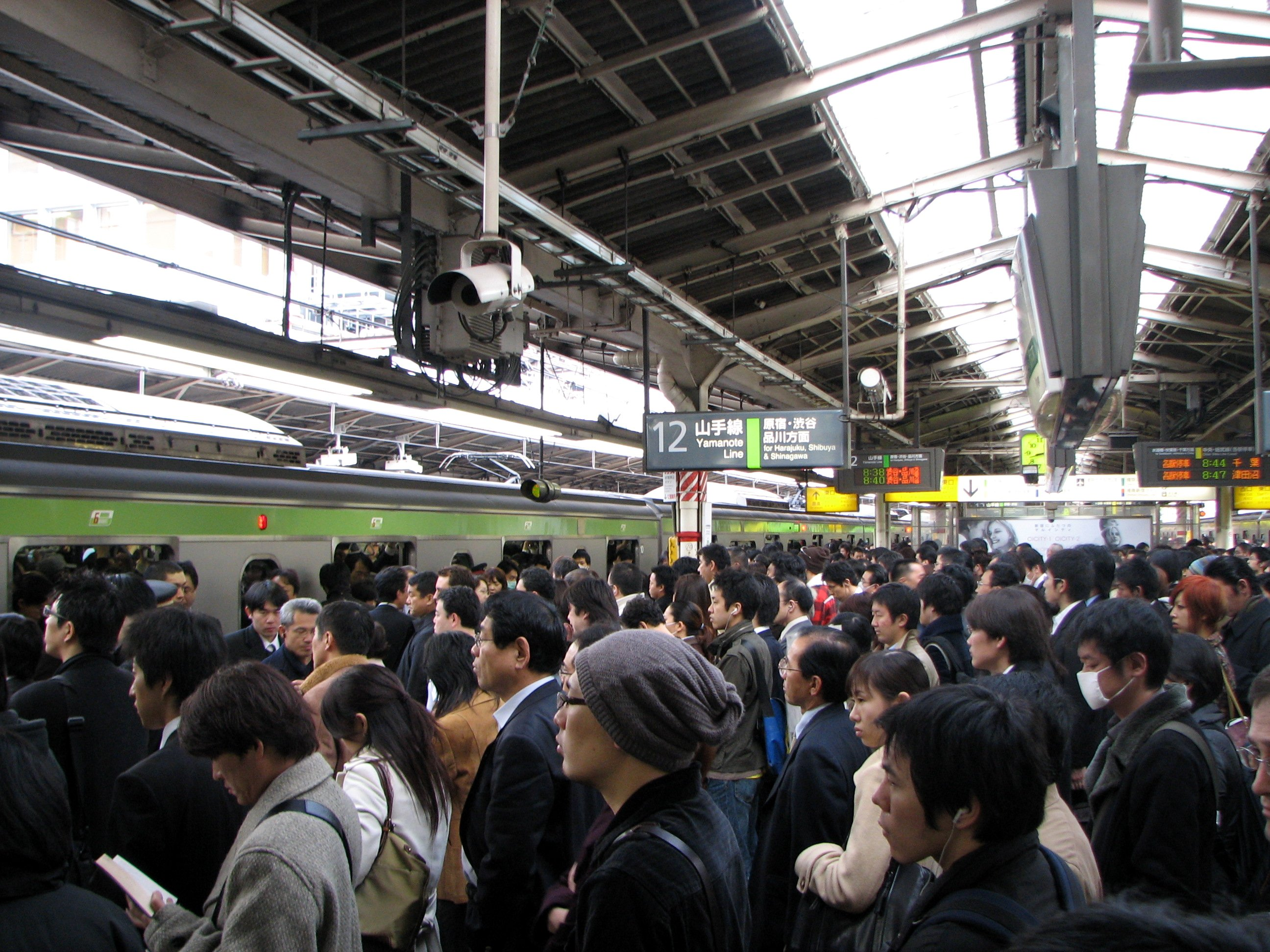
Платформа линии Яманотэ в утренний час пик

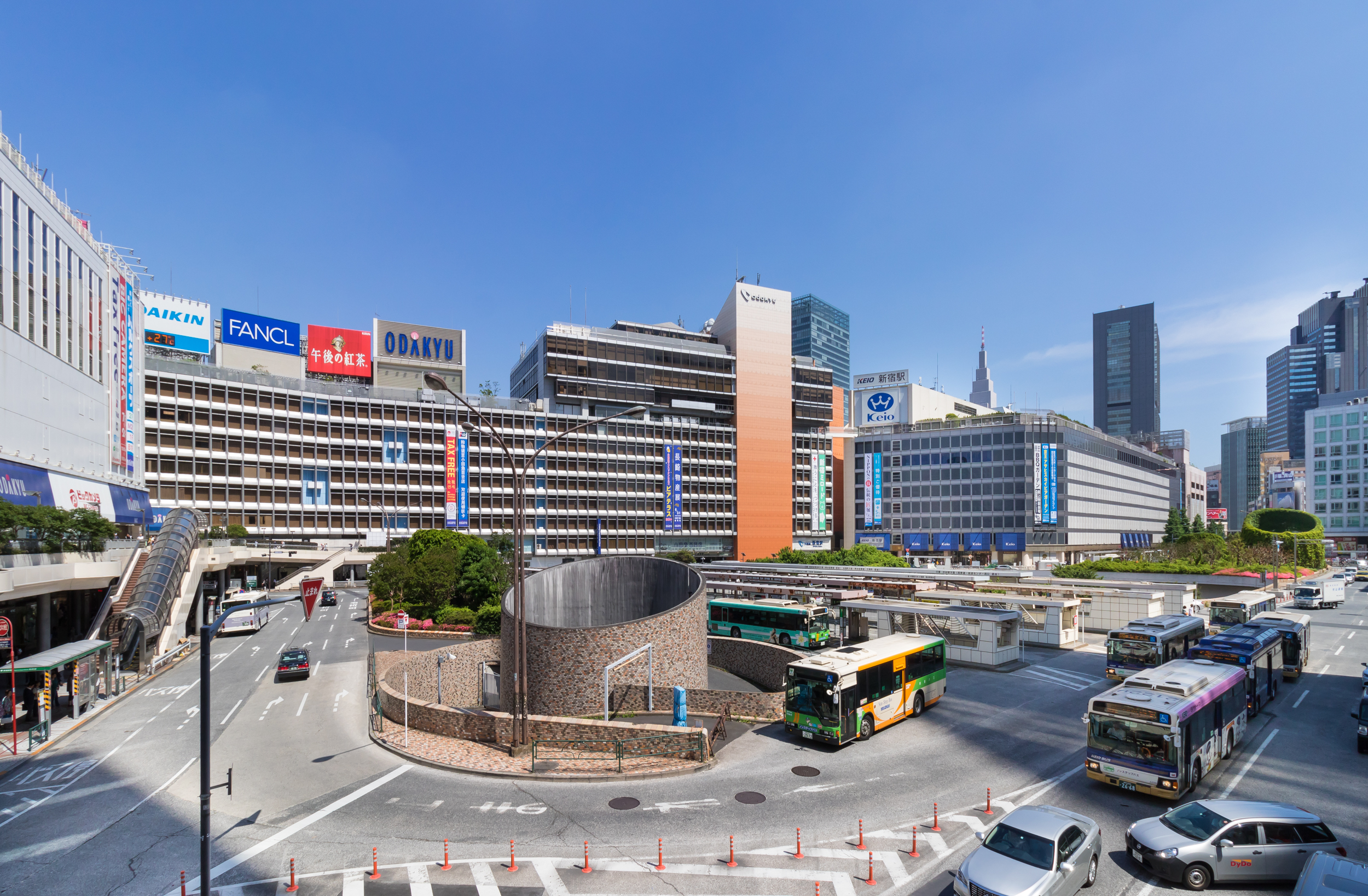
Западный Выход станции Синдзюку

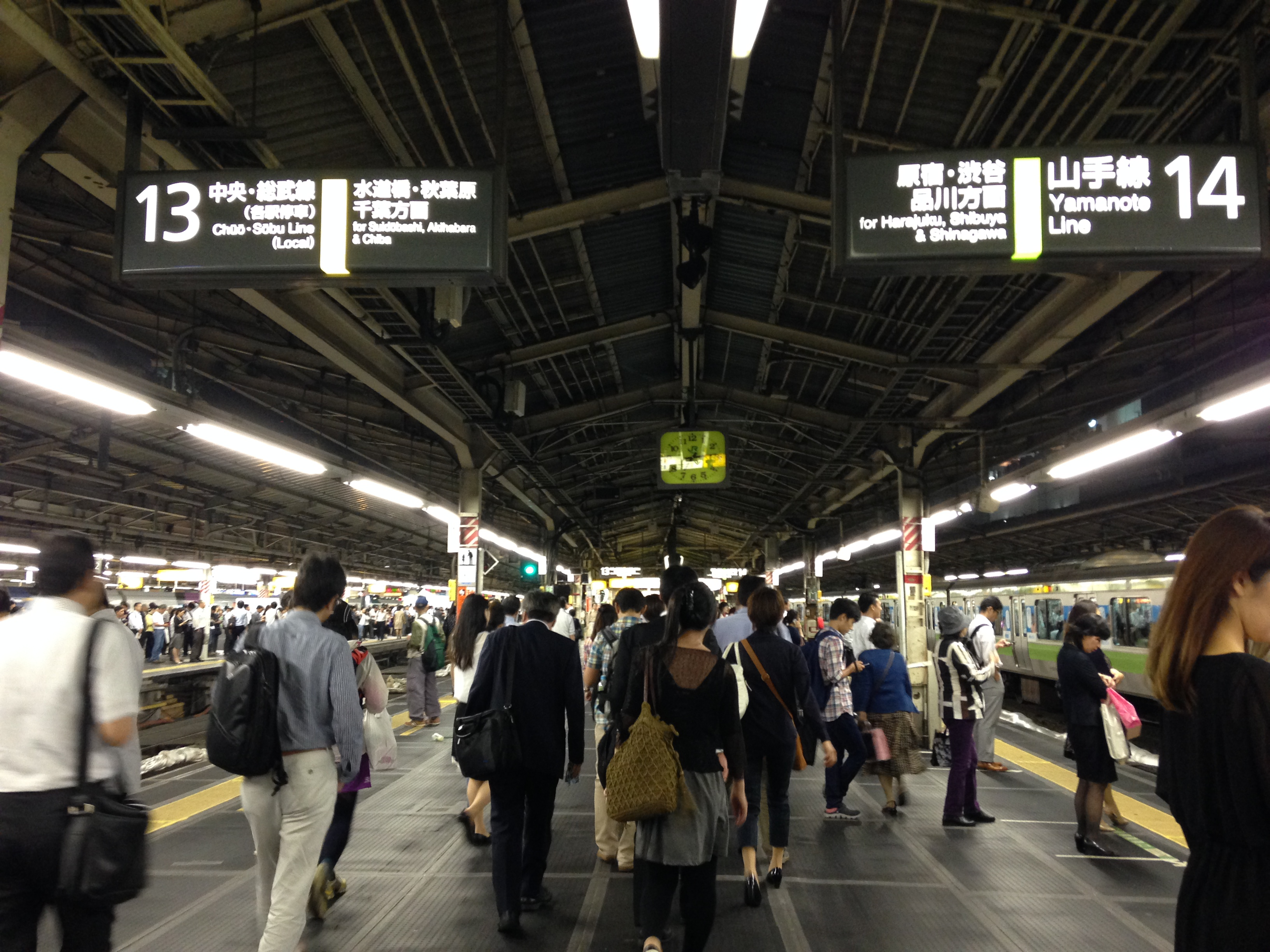
Платформы на линия Тюо-Собу и линия Яманотэ

Основная часть станции — платформы East Japan Railway Company (JR East). 8 платформ островного типа (14 путей), соединены двумя надземными и двумя подземными переходами. Большая часть линий — городские и пригородные линии массовых перевозок. Поезда дальнего следования, идущие в Кофу и Мацумото по линии Тюо, и Narita Express, идущий до аэропорта Нарита по общим с Tobu Railway путям до Никко и Кинугава Онсэн, также отходят с этой станции.
Секцией JR пользуются около полутора миллионов пассажиров в день.
| 1/2  | ■Линия Сайкё ・ Линия Ринкай | Сибуя ・ Осаки ・ Син-Киба Икэбукуро ・ Омия ・ Кавагоэ                                 |  |
| 1/2  | ■Линия Сёнан-Синдзюку (соединена с линией Токайдо)                                                                                              | Иокогама・ Офуна ・ Хирацука ・ Одавара                                                 |  |
| 1/2  | ■Линия Сёнан-Синдзюку (Соединена с линией Йокосука)                                                                                             | Иокогама ・ Офуна ・ Камакура ・ Дзуси                                                  |  |
| 3/4  | ■Линия Сайкё | Икэбукуро ・ Омия ・ Кавагоэ                                                            |  |
| 3/4  | ■Линия Сёнан-Синдзюку (соединена с линией Такасаки)                                                                                             | Омия ・ Кумагая ・ Такасаки ・ Маэбаси                                                  |  |
| 3/4  | ■Линия Сёнан-Синдзюку (соединена с линией Уцуномия)                                                                                             | Омия ・ Ояма ・ Уцуномия                                                                |  |
| 5/6  | ■Экспресс с ограниченным числом остановок Никко/Кинугава (соединенены с линией Никко) / Home Liner Odawara / Одорико / Акаги / Moonlight Echigo | Омия ・ Тотиги ・ Тобу-Никко                                                            |  |
| 5/6  | ■Narita Express | Аэропорт Нарита                                                                         |  |
| 7/8  | ■Адзуса / Home Liner Chiba / Вакасио/Садзанами                                                                                                  | Акихабара ・ Токио ・ Тиба                                                              |  |
| 7/8  | ■Линия Тюо (Скорая) | Ёцуя ・ Токио                                                                           |  |
| 9/10 | ■ Линия Тюо (экспрессы с ограниченным числом остановок) Адзуса / Кайдзи / Chuo Liner / Ōme Liner                                                | Кофу ・ Мацумото                                                                        |  |
| 11   | ■ Линия Тюо (Скорая) | Татикава ・ Такао (Только поезда которые отходят с этой станции по утрам в будние дни.) |  |
| 12   | ■ Линия Тюо (Скорая) | Татикава ・ Такао                                                                       |  |
| 13   | ■ Линия Тюо-Собу | Отяномидзу ・ Акихабара ・ Тиба                                                         |  |
| 14   | ■ Линия Яманотэ (движение против часовой стрелки)                                                                                               | Сибуя ・ Синагава                                                                       |  |
| 15   | ■ Линия Яманотэ (по часовой стрелке) | Икэбукуро ・ Уэно                                                                       |  |
| 16   | ■ Линия Тюо-Собу | Накано ・ Митака                                                                        |  |

### Одакю

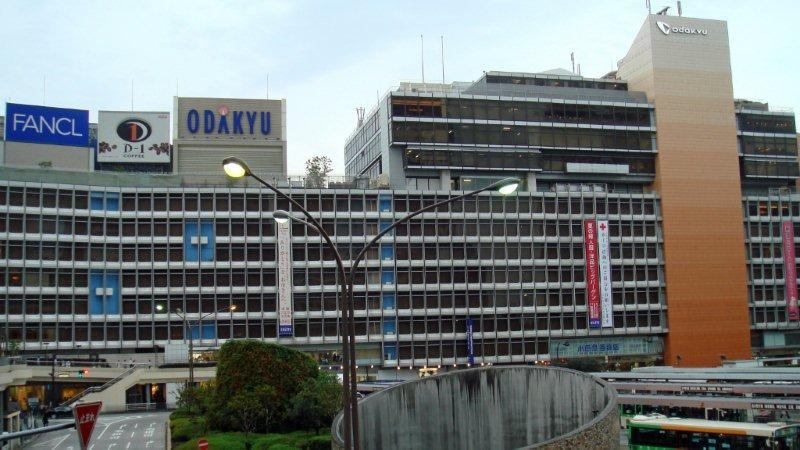
Западный выход станции Синдзюку (универмаг Одакю)

Терминал частной Линии Одакю расположен параллельно платформам линий JR с западной стороны. Через него проходят примерно 490 000 человек ежедневно. Это крупный пригородный маршрут, протянувшийся на юго-запад до прибрежного города Одавара и горной области Хаконэ. 10 платформ расположены на двух уровнях прямо под универмагом Одакю: 3 пути (6 платформ), обслуживающие скорые поезда, расположены на наземном уровне, и 2 пути (4 платформы) уровнем ниже. Каждый путь имеет платформы с обеих сторон, для того чтобы разграничить прибывающих и садящихся пассажиров.

#### Наземный уровень
| 1    | ■                                                       | (Только выход) |
| 2・3 | ■ Экспресс с ограниченным числом остановок «Romancecar» | |
| 4・5 | ■Электричка                                             | Симо-Китадзава ・ Матида ・ Хон-Ацуги ・ Одавара ・(Hakone Tozan Railway) Хаконэ-Юмото ・(Линия Тама) Каракида ・(Линия Эносима) Фудзисава ・ Катасэ-Эносима |
| 4・5 | ■Express                                                | |
| 4・5 | ■Semi-Express                                           | |
| 6    | ■                                                       | (Только выход) |

#### Подземный уровень
| 7    | ■                                 | (Только выход) |
| 8・9 | ■ Sectional Semi-Express ・ Local | Симо-Китадзава ・ Матида ・ Хон-Ацуги ・ Одавара ・(Hakone Tozan Railway) Хаконэ-Юмото ・(Линия Тама) Каракида ・(Линия Эносима) Фудзисава ・ Катасэ-Эносима |
| 10   | ■                                 | (Только выход) |

### Кэйо

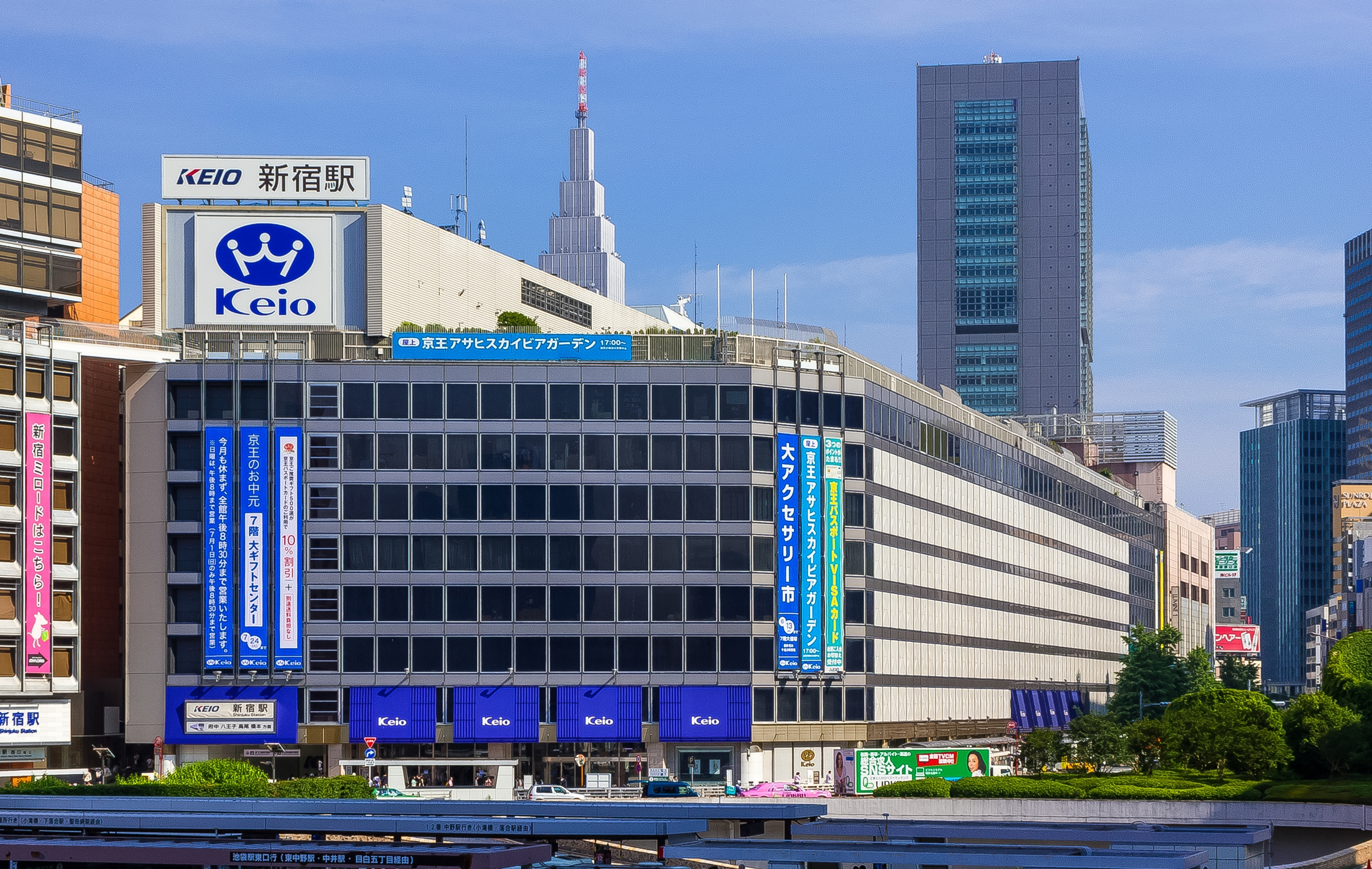
Западный выход станции Синдзюку (Универмаг Кэйо)

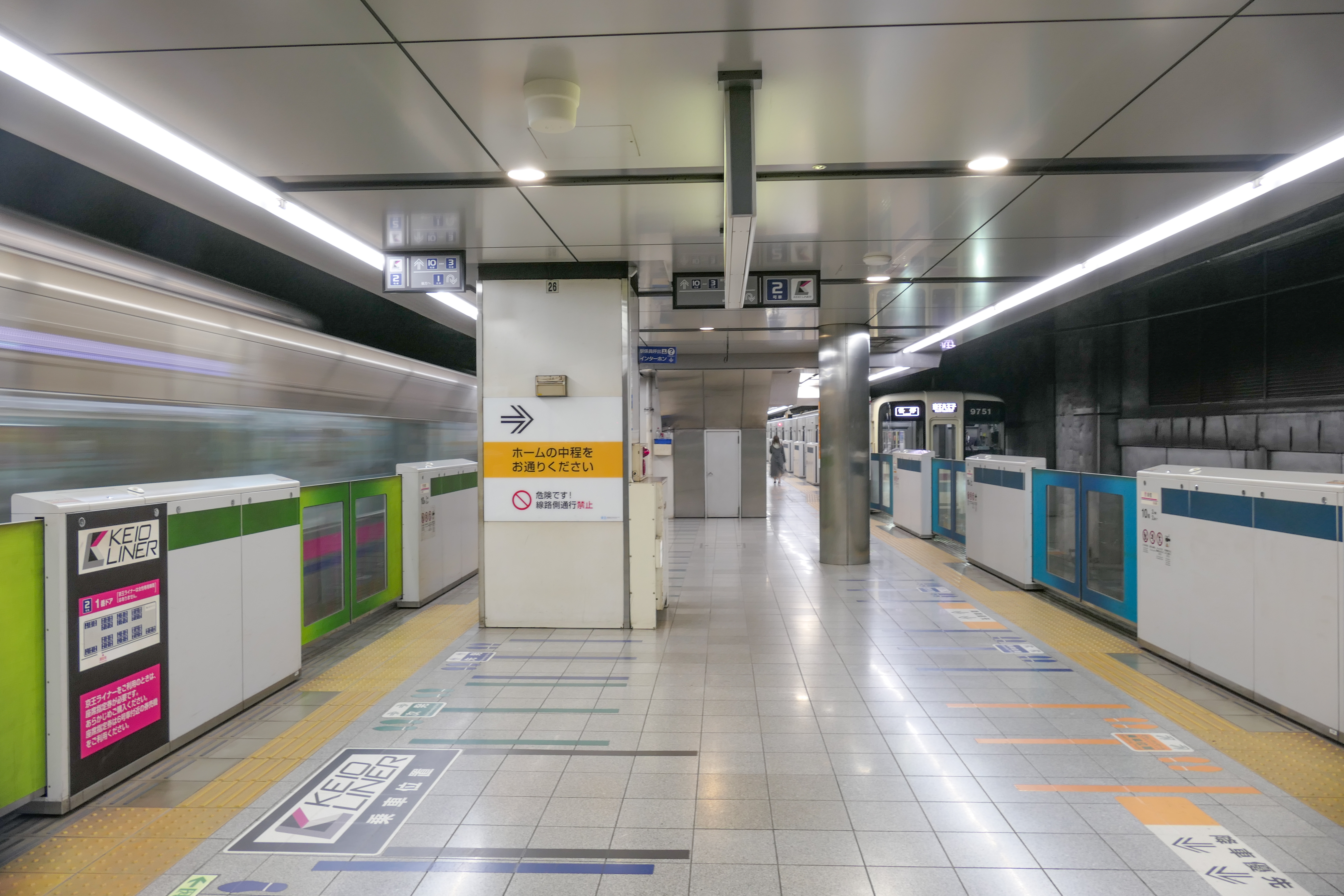
Платформа №1 и №2 линии Кэйо

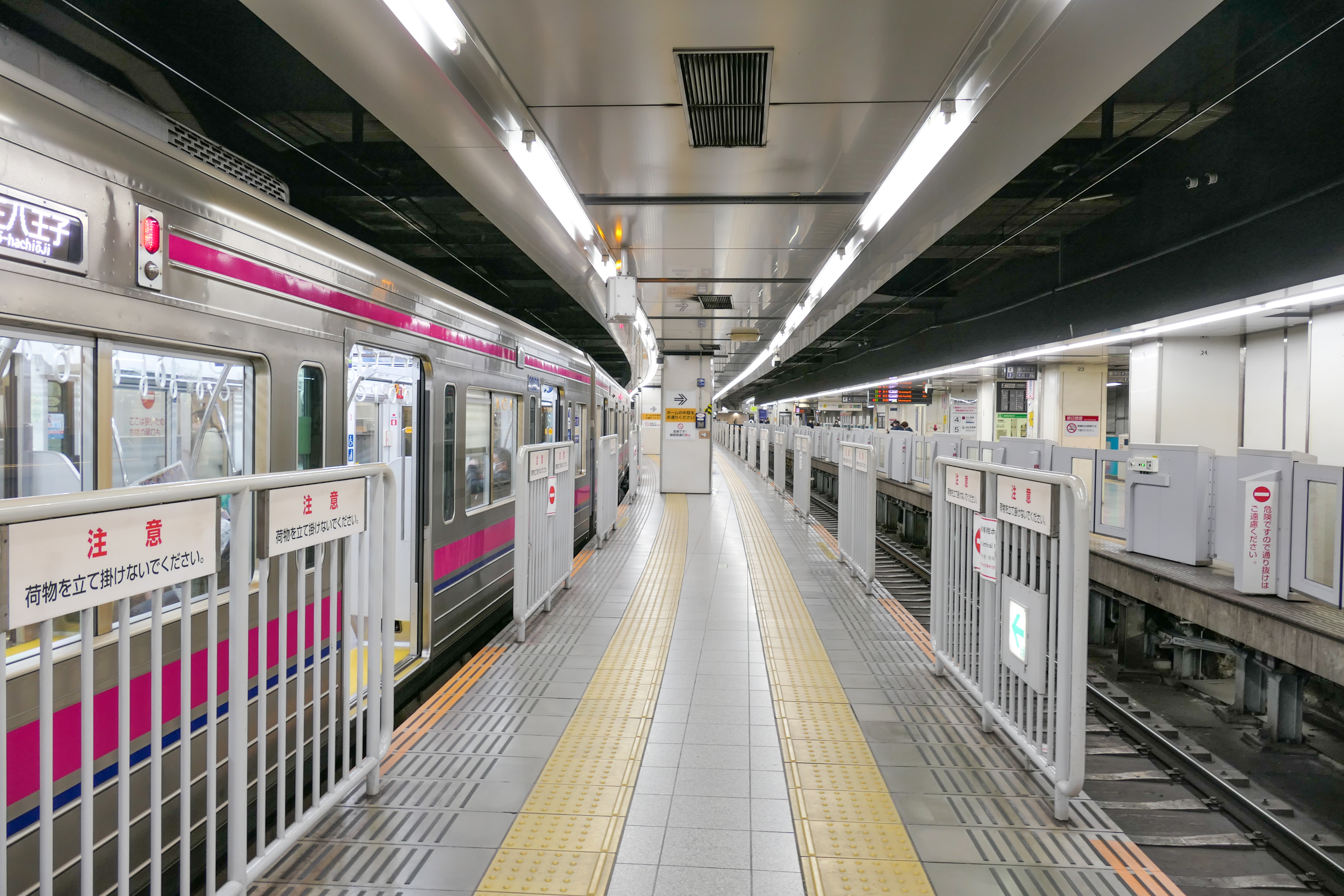
Платформа №2 и №3 линии Кэйо

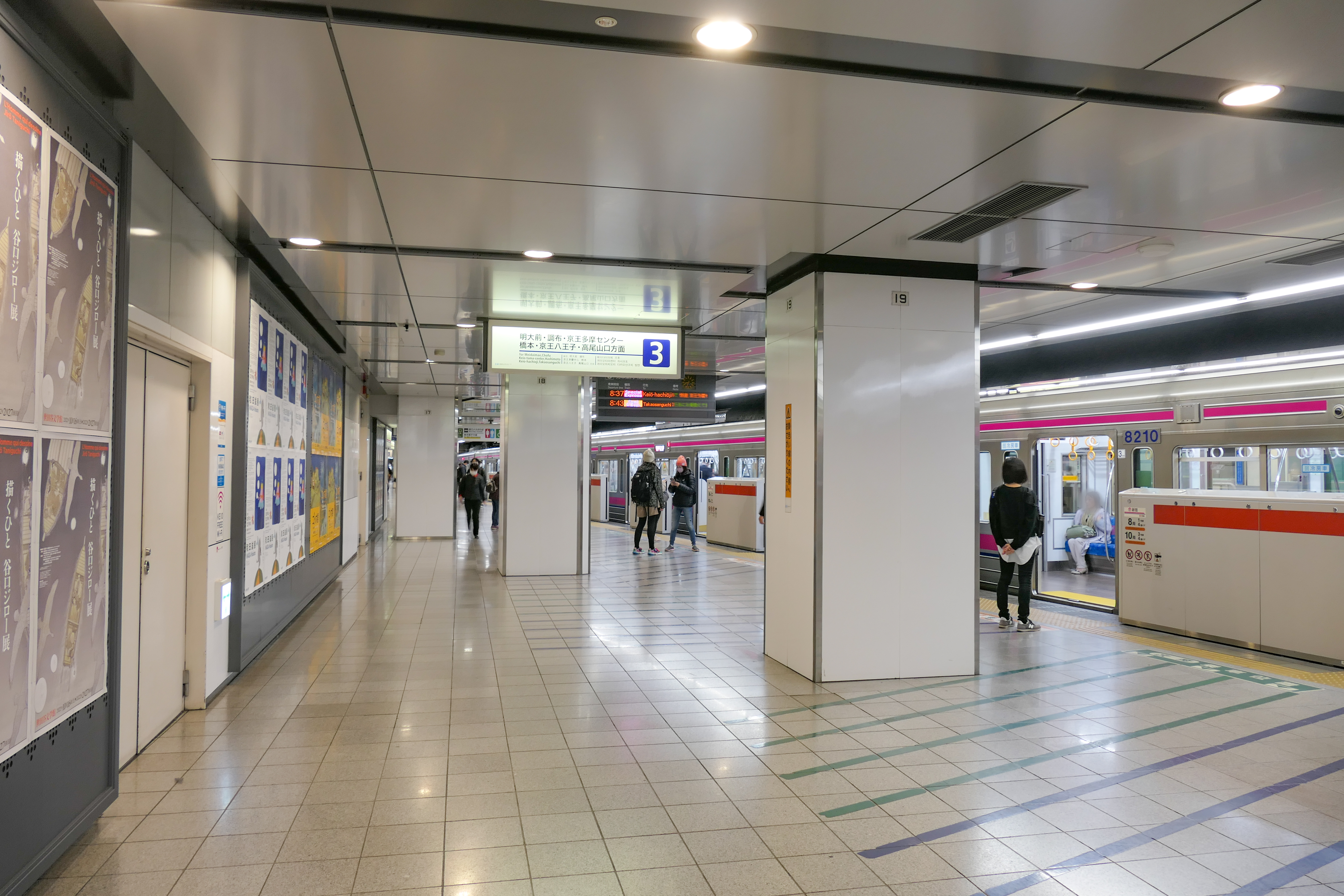
Платформа №3 линии Кэйо

Секция Линии Кэйо расположена к западу от секции Одакю, двумя этажами ниже наземного уровня, под универмагом Кэйо. Она состоит из трёх платформ ориентированных севера на юг. Станцией ежедневно пользуются около 720 000 пассажиров, что делает её самой загруженной среди станций на частных железных дорогах в Японии. Эта пригородная линия связывает Синдзюку с городами Хатиодзи и Сагамихара на западе.
| 1 | ■ Local                                                                   | Сасадзука ･ Мэйдаймаэ ･ Тёфу ･ Кэйо-Тама-Центр ･ Хасимото ･ Кэйо-Хатиодзи ･ Такаосангути |
| 2 | ■ Express ・ Commuter Rapid ・ Rapid                                      | Сасадзука ･ Мэйдаймаэ ･ Тёфу ･ Кэйо-Тама-Центр ･ Хасимото ･ Кэйо-Хатиодзи ･ Такаосангути |
|   | ■                                                                         | (Только выход)                                                                           |
| 3 | ■ Special Express ・ Semi-Special Express ・ Express ・ Commuter Rapid ・ | Сасадзука ･ Мэйдаймаэ ･ Тёфу ･ Хасимото ･ Кэйо-Хатиодзи ･ Такаосангути                   |

### Toei Subway
Общая станция линии Синдзюку и Новой Линии Кэйо состоит из двух платформ, протянувшихся с востока на запад на 5-м подземном этаже прямо под улицей Косюкайдо к юго-западу от секции JR. Станция управляется компанией Keio Electric Railway, но расположена отдельно от основных платформ Кэйо. Южнее и глубже под землёй находятся две платформы линии Оэдо.

#### Линия Синдзюку и Новая линия Кэйо

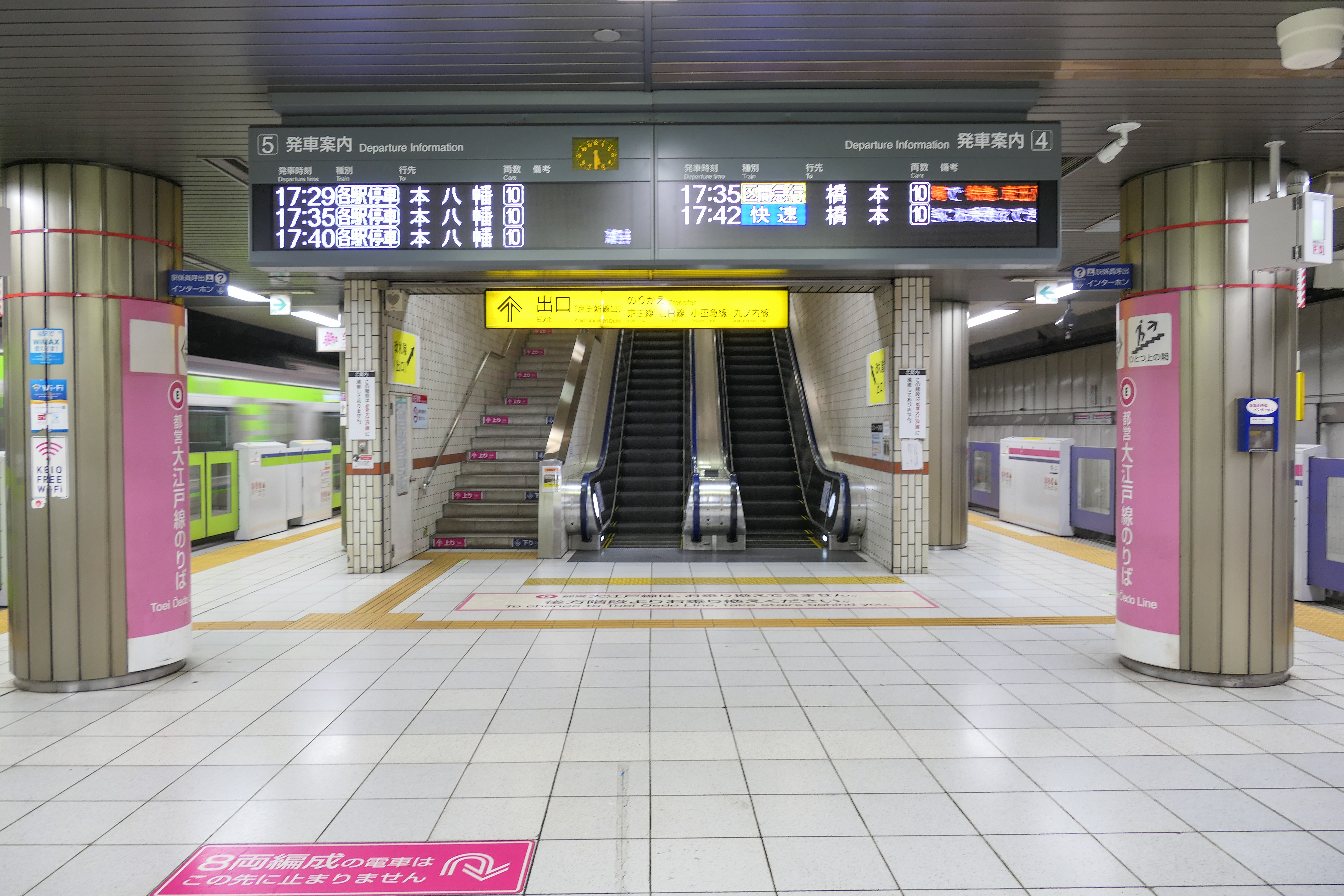
Платформа линии Новая Линия Кэйо и линии Синдзюку

| 4 | ■ Новая Линия Кэйо | Хацудай ・ Хатагая ・ Мэйдаймаэ ・ Тёфу ・ Хасимото |
| 5 | ○ Линия Синдзюку   | Итигая ・ Одзима ・ Мотоявата                       |

#### Линия Оэдо

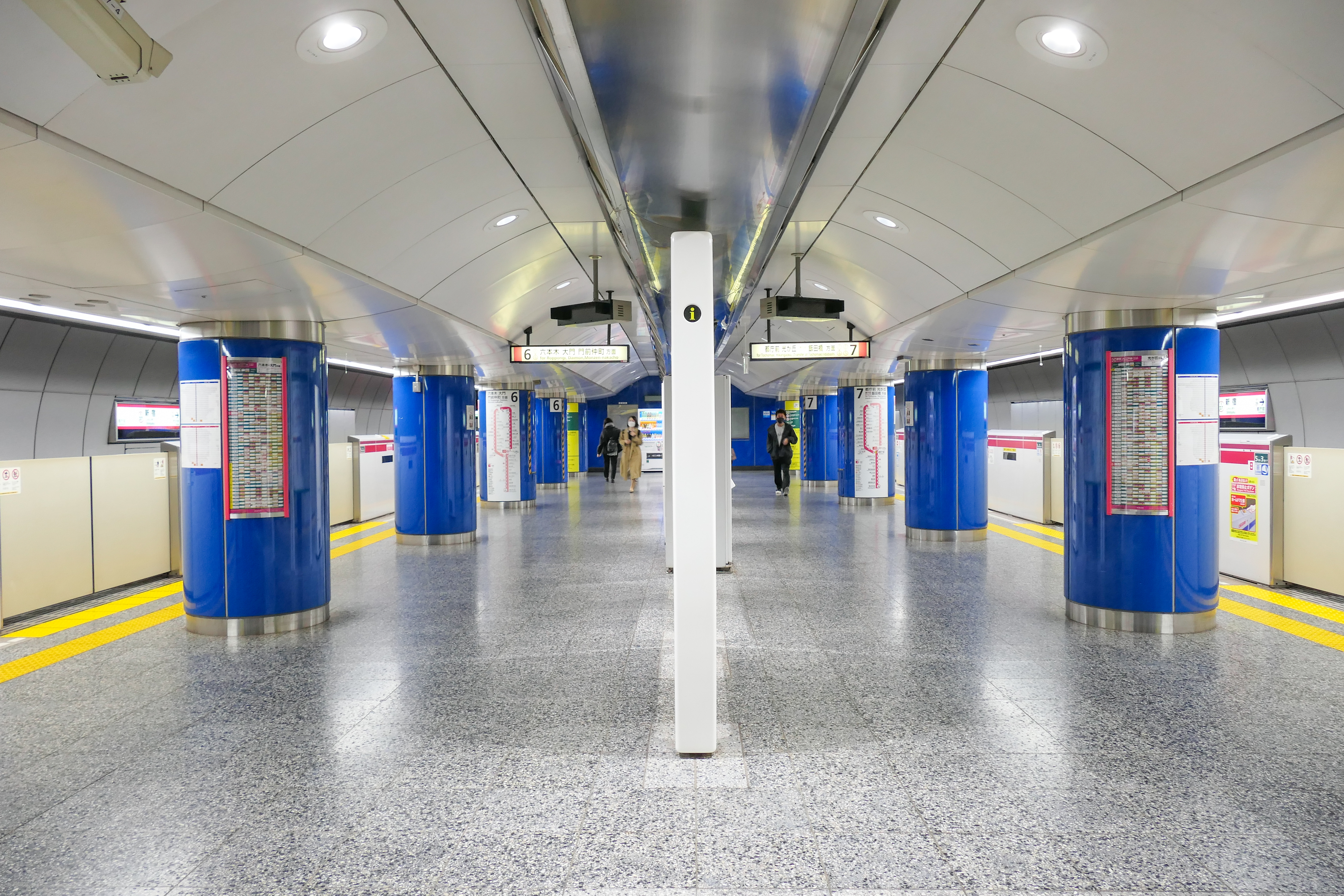
Платформа линии Оэдо

| 6 | ○ Линия Оэдо | Роппонги ・ Даймон     |
| 7 | ○ Линия Оэдо | Тотёмаэ ・ Хикаригаока |

### Tokyo Metro

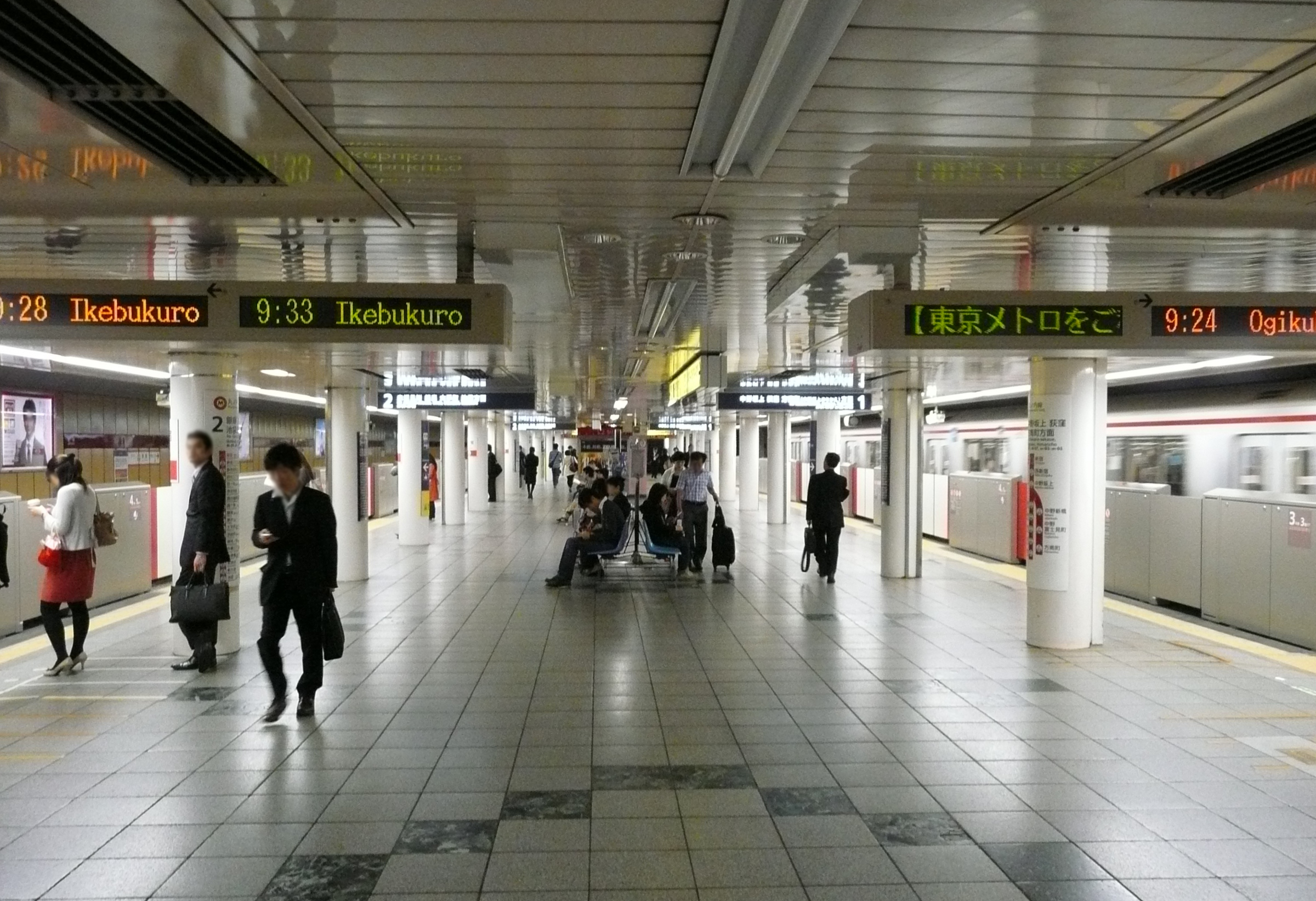
Платформа линии Маруноути

Две подземные платформы Линии Маруноути протянулись с востока на запад к северу от секций JR и Одакю, непосредственно под подземным торговым комплексом Metro Promenade.
| 1 | ○ Линия Маруноути | Накано-Сакауэ ・ Огикубо ・ Хонантё              |
| 2 | ○ Линия Маруноути | Акасака-Мицукэ ・ Гиндза ・ Отэмати ・ Икэбукуро |

### Коммерческая инфраструктура

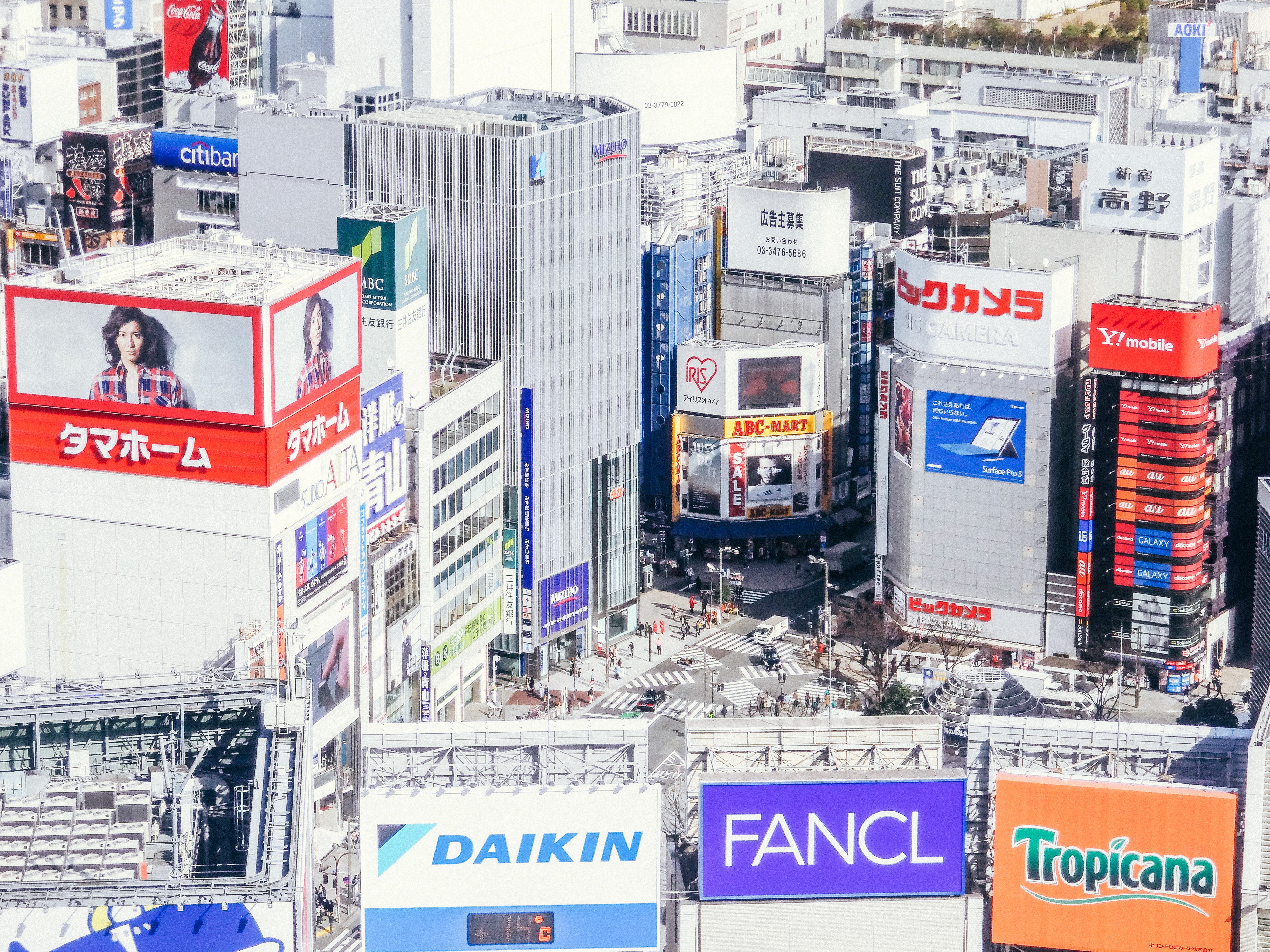
Восточный выход станции Синдзюку

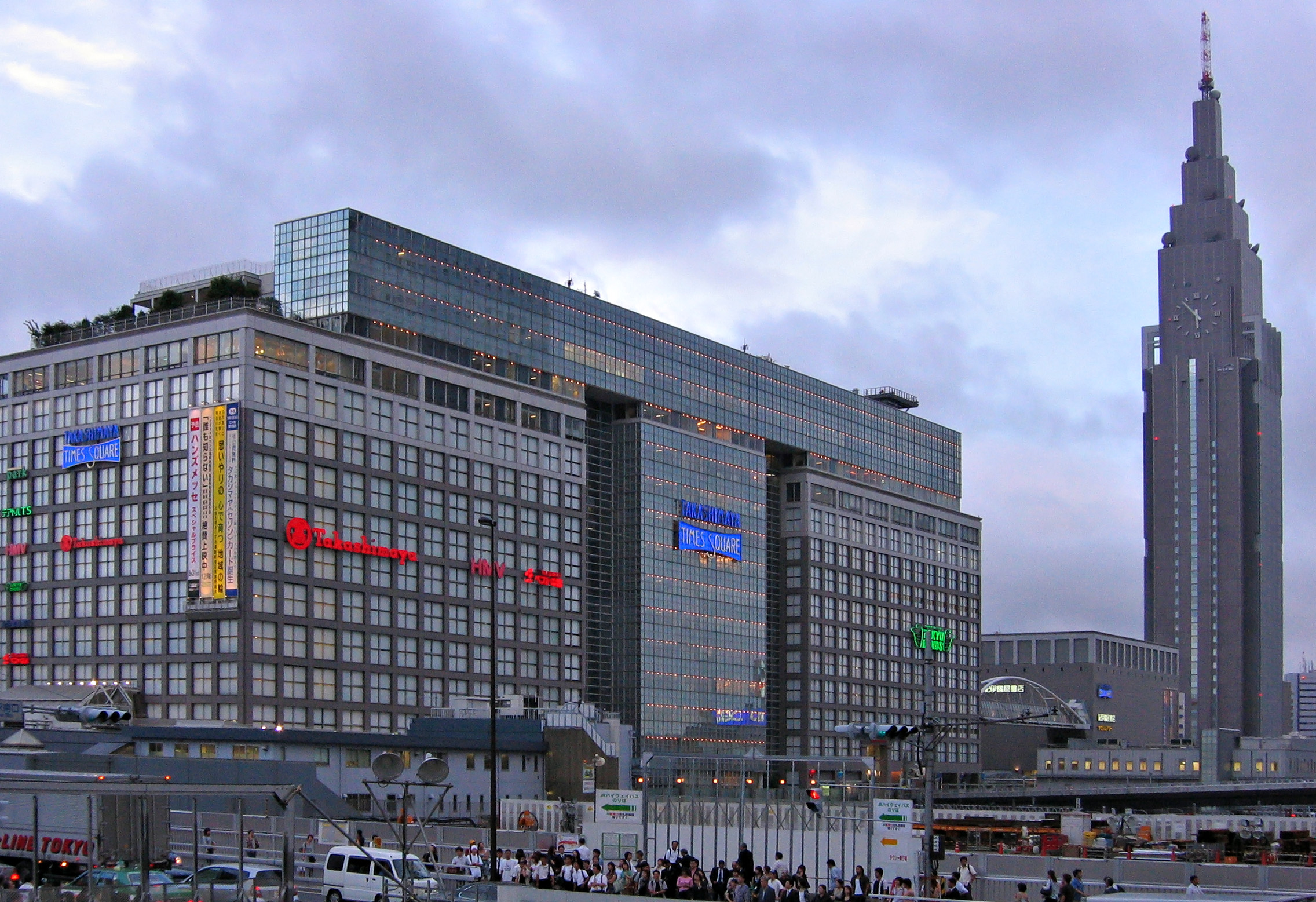
Южный выход станции Синдзюку

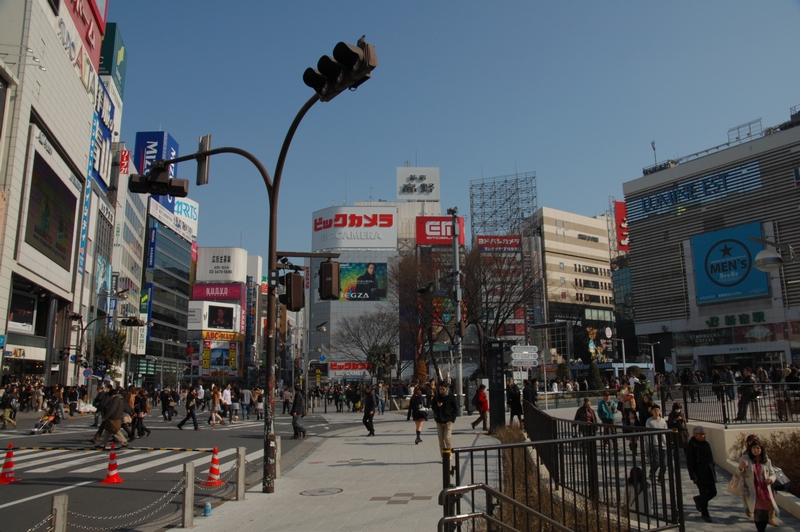
Пешеходный переход напротив восточного выхода

Множество универмагов и торговых центров буквально встроены в станцию. Это:
- Lumine Est — над восточным выходом JR;
- Универмаг Одакю — над секцией линии Одакю;
- Odakyu Mylord — над южным окончанием станции линии Одакю;
- LUMINE 1 — над секцией линии Кэйо;
- LUMINE 2 — над южным выходом и выходом Lumine станции JR;
- Универмаг Кэйо — над секцией линии Кэйо;
- Keio Mall — подземный торговый центр расположенный к юго западу от секции линии Кэйо;
- Odakyu Ace — подземный торговый центр расположенный под автобусным терминалом у западного выхода.

Metro Promenade — подземный торговый центр, принадлежащий Tokyo Metro, тянется на восток от станции под улицей Синдзюку-дори до близлежащей станции Синдзюку-Сантёмэ и имеет 60 выходов на поверхность. Metro Promenade соединяется с Shinjuku Subnade, другим подземным торговым центром, который в свою очередь, ведёт к станции Сэйбу Синдзюку принадлежащей Seibu Railway.
Станция Синдзюку соединена подземными переходами и торговыми центрами со следующими станциями:
- Ниси-Синдзюку (Линия Маруноути)
- Сэйбу-Синдзюку (Линия Синдзюку (Сэйбу))
- Синдзюку-Нисигути (Линия Оэдо)
- Синдзюку-Сантёмэ (Линия Маруноути, Линия Фукутосин, Линия Синдзюку)
- Тотёмаэ (Линия Оэдо)

Близлежащие, но не соединённые напрямую станции (в радиусе 500 метров выхода из подземного прохода или самой станции):
- Синдзюку-Гёэммаэ
- Ёёги
- Хигаси-Синдзюку
- Окубо
- Син-Окубо
- Минами-Синдзюку

### Автобусные терминалы

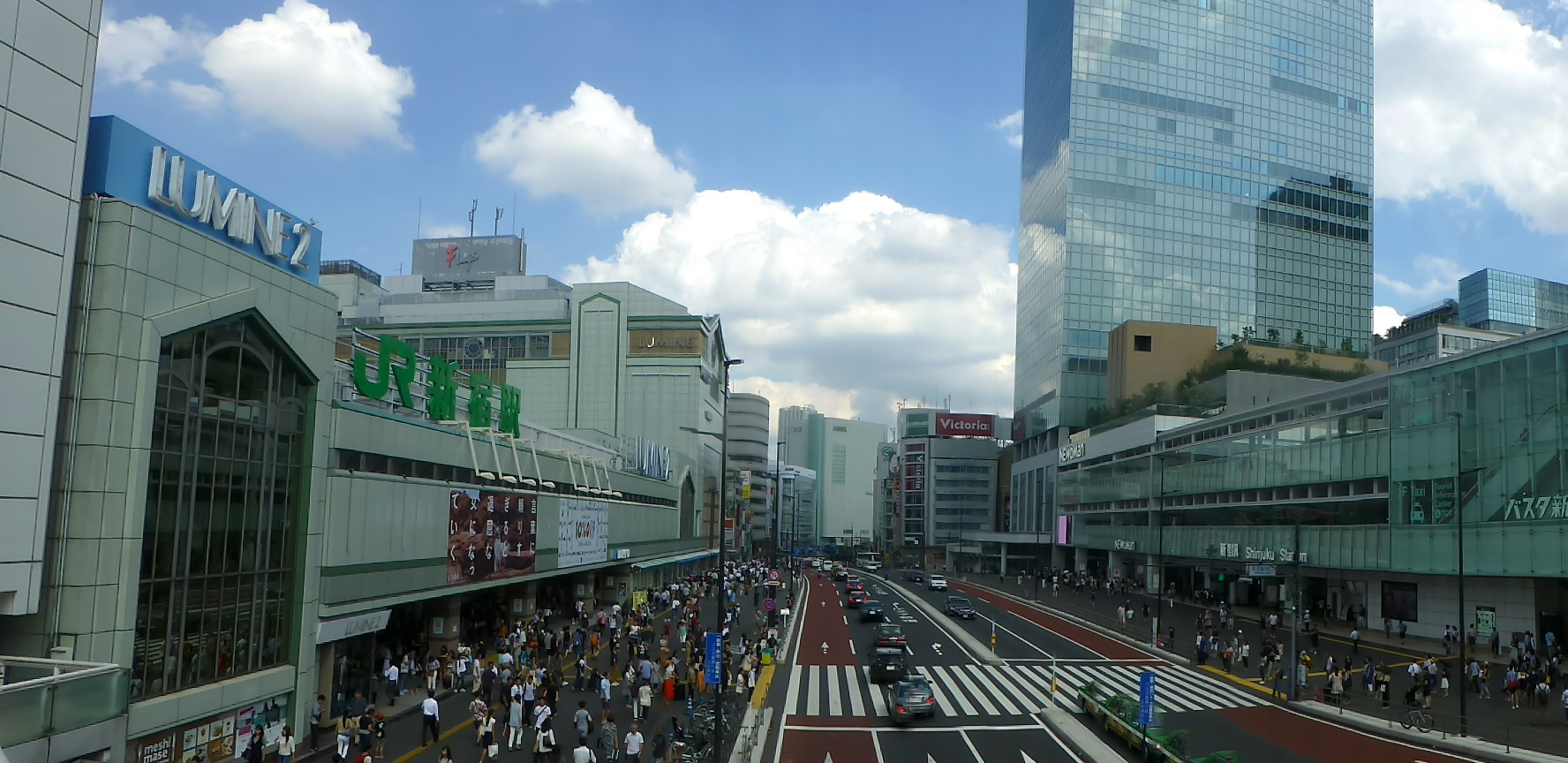
Автобусный терминал напротив южного входа станции

У западного выхода находится автобусный терминал обслуживающий как местные так и междугородние автобусы. Так же около Нового южного выхода расположен терминал JR Highway Bus.

## Ежедневная загруженность станции
Среднее значение, отражающее количество людей, заходящих и покидающих станцию за день, для всех компаний, действующих на станции Синдзюку, составляет 3 398 006 человек. Оно самое большое в мире. Цифры, приведённые ниже, отражают официальные данные по количеству людей, заходящих и выходящих со станции, по каждому оператору. В данных подсчётах пассажиры, которые пересаживаются с линии одного оператора на линию другого, посчитаны дважды, с другой стороны, пассажиры, которые пересаживаются на другую линию того же самого оператора либо пересаживаются там, где между линиями различных операторов нет турникетов (например, между линией Кэйо и линиями Toei subway), не учитываются.
| Оператор                             | Оператор                             | Кол-во    | Финансовый год | Источник                                                           | Примечание                                              |
| ------------------------------------ | ------------------------------------ | --------- | -------------- | ------------------------------------------------------------------ | ------------------------------------------------------- |
| JR                                   | JR                                   | 1 532 040 | 2008           | 766 020 входов                                                     | Самая загруженная станция в Японии.                     |
| Одакю                                | Одакю                                | 491 631   | 2008           | данные odakyu.jp. Архивировано из оригинала 18 октября 2008 года.  | Самая загруженная станция на линии Одакю.               |
| Кэйо                                 | Кэйо                                 | 748 803   | 2008           | данные keio.co.jp                                                  | Самая загруженная станция среди частных линий в Японии. |
| Tokyo Metro                          | Tokyo Metro                          | 232 044   | 2008           | данные tokyometro.jp. Архивировано из оригинала 22 июня 2008 года. | 5-я по загруженности станция Tokyo Metro.               |
| Toei                                 | Линия Синдзюку                       | 262 688   | 2008           | 135 366 входов и 132 111 выходов                                   | Самая загруженная станция Toei Subway.                  |
| Toei                                 | Линия Оэдо                           | 130 800   | 2008           | 63 682 входов и 66 446 выходов                                     | Самая загруженная станция Toei Subway.                  |
| Всего                                | Всего                                | 3 398 006 | 2008           |                                                                    |                                                         |
| Линия Синдзюку (Сэйбу)               | Линия Синдзюку (Сэйбу)               | 184 118   | 2008           | данные seibu-group.co.jp (недоступная ссылка — история).           | Соединена подземным переходом                           |
| Синдзюку-Нисигути                    | Линия Оэдо                           | 52 889    | 2008           | 27 285 входов, 25 604 выходов                                      | Соединена подземным переходом                           |
| Тотёмаэ                              | Линия Оэдо                           | 38 074    | 2008           | 17 668 входов, 20 406 выходов                                      | Соединена подземным проходом с движущимися дорожками.   |
| Синдзюку-Сантёмэ                     | Линия Синдзюку (Toei)                | 47 842    | 2008           | 23 064 входов, 24 778 выходов                                      | Соединена подземным переходом                           |
| Синдзюку-Сантёмэ                     | Линия Маруноути, Линия Фукутосин     | 92 492    | 2008           | данные kotsu.metro.tokyo.jp                                        | Соединена подземным переходом                           |
| Ниси-Синдзюку                        | Линия Маруноути                      | 45 670    | 2008           | данные tokyometro.jp. Архивировано из оригинала 22 июня 2008 года. |                                                         |
| Всего Синдзюку и соединённые станции | Всего Синдзюку и соединённые станции | 3 859 091 | 2008           |                                                                    |                                                         |

## История
Станция Синдзюку открылась в 1885 году как одна из остановок на линии Акабанэ-Синагава, ныне входящей в линию Яманотэ. В то время Синдзюку был небольшим районом, и станция не была сильно загружена. Открытие линий Тюо (1889), Кэйо (1915) и Одакю (1923) привело к увеличению трафика, проходящего через станцию. Станция метро открылась в 1959 году.
В августе 1967 года грузовой поезд, перевозивший авиатопливо для американской авиабазы в Татикава, сошёл с рельсов на линии Тюо и загорелся.
Станция была основным местом студенческих выступлений 1968 и 1969 годов, времени гражданских волнений в послевоенной Японии. 21 октября 1968 года 290 000 участников выступлений в честь Международного антивоенного дня перегородили станцию и остановили движение поездов.
В разные моменты времени были планы соединить Синдзюку с сетью Синкансэн. Действующий до сих пор «Базовый план синкасэн» определяет станцию как южную конечную остановку на линии Дзёэцу-синкансэн, соединяющую Токио с городом Ниигата. И хотя строительство участка, связывающего станцию Омия с Синдзюку, так и не началось, а в настоящее время линия Дзёэтсу заканчивается на станции Токио, зона справа от путей на станции Синдзюку остаётся зарезервированной.
5 мая 1995 года член секты Аум Синрикё провёл попытку теракта, установив устройство, содержащее цианид, в туалете подземного перехода. Это произошло всего через месяц после газовой атаки секты, проведённой в токийском метро. На этот раз атаку удалось предотвратить служащему, который уничтожил устройство.

### Станция линии Кэйо

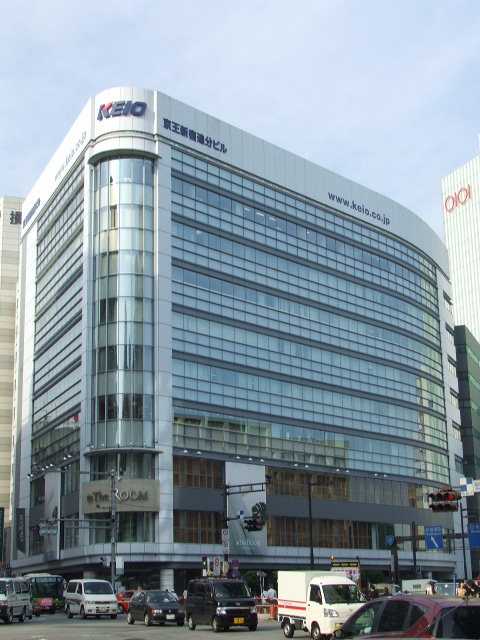
Keiō Shinjuku Oiwake Building, место бывшего терминала

Когда в 1915 году линию Кэйо довели до Синдзюку, станция была расположена в нескольких кварталах к востоку от нынешней станции JR. Первая станция называлась Станция Синдзюку-Оивакэ (яп. 新宿追分駅) и располагалась на улице рядом с универмагом Исэтан. В 1927 году станцию перевели в специально построенный терминал, примыкающий к первоначальной станции. В станционном здании был открыт универмаг. Название станции поменяли в 1930 году на Станция Ёцуя-Синдзюку (яп. 四谷新宿駅), а в 1937-м — на Станция Кэйо Синдзюку (яп. 京王新宿駅).
Пути проходили по шоссе Косюкайдо, которое пересекает линии Яманотэ и Тюо перед южным выходом станции Синдзюку. Для доступа к станции Синдзюку на линии Кэйо использовалась Станция Тэйсядзё-маэ (яп. 停車場前駅), переименованная в 1937 году в Сёсэн Синдзюку Экимаэ (яп. 省線新宿駅前駅).
В 1945 году терминал линии Кэйо был перемещён на то место, которое занимает сейчас, но находился на поверхности с западной стороны станции Синдзюку. Станции Кэйо Синдзюку и Сёнэн Синдзюку Экимаэ были закрыты. На бывшем месте расположения станции Кэйо Синдзюку (ныне там расположена станция метро Синдзюку-сантёмэ) сейчас располагаются здания, принадлежащие Keio Corporation: Keiō Shinjuku Sanchōme Building и Keiō Shinjuku Oiwake Building.

## Близлежащие станции
| «                            | «                            | Вид обслуживания                                          | »                                                              | »                                                              |
| East Japan Railway Company   | East Japan Railway Company   | East Japan Railway Company                                | East Japan Railway Company                                     | East Japan Railway Company                                     |
| Линия Яманотэ                | Линия Яманотэ                | Линия Яманотэ                                             | Линия Яманотэ                                                  | Линия Яманотэ                                                  |
| ---------------------------- | ---------------------------- | --------------------------------------------------------- | -------------------------------------------------------------- | -------------------------------------------------------------- |
| Ёёги                         | Ёёги                         | -                                                         | Син-Окубо                                                      | Син-Окубо                                                      |
| Линия Тюо                    |                              |                                                           |                                                                |                                                                |
| Ёёги                         |                              | Local                                                     |                                                                | Окубо                                                          |
| Ёцуя                         | Ёцуя                         | Rapid                                                     | Накано                                                         | Накано                                                         |
| Ёцуя                         | Ёцуя                         | Commuter Rapid                                            | Накано                                                         | Накано                                                         |
| Ёцуя                         | Ёцуя                         | Chūō Special Rapid Ōme Special Rapid                      | Накано Митака(*1)                                              | Накано Митака(*1)                                              |
| Ёцуя                         | Ёцуя                         | Commuter Special Rapid                                    | Кокубундзи                                                     | Кокубундзи                                                     |
| Токио                        | Токио                        | Chūō Liner Ōme Liner                                      | Татикава                                                       | Татикава                                                       |
| Линия Сёнан-Синдзюку         |                              |                                                           |                                                                |                                                                |
| Икэбукуро                    | Икэбукуро                    | Local                                                     | Сибуя                                                          | Сибуя                                                          |
| Икэбукуро                    | Икэбукуро                    | Rapid                                                     | Сибуя                                                          | Сибуя                                                          |
| Икэбукуро                    | Икэбукуро                    | Special Rapid                                             | Сибуя                                                          | Сибуя                                                          |
| Линия Сайкё                  |                              |                                                           |                                                                |                                                                |
| Икэбукуро                    | Икэбукуро                    | Local                                                     | Сибуя                                                          | Сибуя                                                          |
| Икэбукуро                    | Икэбукуро                    | Rapid                                                     | Сибуя                                                          | Сибуя                                                          |
| Икэбукуро                    | Икэбукуро                    | Commuter Rapid                                            | Сибуя                                                          | Сибуя                                                          |
| Odakyu Electric Railway      |                              |                                                           |                                                                |                                                                |
| Линия Одакю                  |                              |                                                           |                                                                |                                                                |
| Конечная станция             | Конечная станция             | Local                                                     | Минами-Синдзюку                                                | Минами-Синдзюку                                                |
| Конечная станция             | Конечная станция             | Sectional Semi-Express Semi-Express Express Rapid Express | Ёёги-Уэхара                                                    | Ёёги-Уэхара                                                    |
| Конечная станция             | Конечная станция             | ("Romancecar")                                            | Мукогаока-Юэн Син-Юригаока Матида Сагами-Оно Хон-Ацуги Одавара | Мукогаока-Юэн Син-Юригаока Матида Сагами-Оно Хон-Ацуги Одавара |
| Keio Corporation             |                              |                                                           |                                                                |                                                                |
| Линия Кэйо                   |                              |                                                           |                                                                |                                                                |
| Конечная станция             | Конечная станция             | (Local) (Rapid) (Commuter Rapid) (Express)                | Сасадзука                                                      | Сасадзука                                                      |
| Конечная станция             | Конечная станция             | (Semi-Special Express) (Special Express)                  | Мэйдаймаэ                                                      | Мэйдаймаэ                                                      |
| Новая Линия Кэйо             |                              |                                                           |                                                                |                                                                |
| Хацудай                      | Хацудай                      | -                                                         | Переходит в Линию Синдзюку                                     | Переходит в Линию Синдзюку                                     |
| Метро                        |                              |                                                           |                                                                |                                                                |
| Линия Синдзюку (S 01)        |                              |                                                           |                                                                |                                                                |
| Переходит в Новую Линию Кэйо | Переходит в Новую Линию Кэйо | (Local) (Rapid) (Commuter Rapid)                          | Синдзюку-Сантёмэ (S 02)                                        | Синдзюку-Сантёмэ (S 02)                                        |
| Переходит в Новую Линию Кэйо | Переходит в Новую Линию Кэйо | (Express)                                                 | Итигая (S 04)                                                  | Итигая (S 04)                                                  |
| Линия Оэдо (E 27)            |                              |                                                           |                                                                |                                                                |
| Ёёги (E 26)                  | Ёёги (E 26)                  | -                                                         | Тотёмаэ (E 28)                                                 | Тотёмаэ (E 28)                                                 |
| Линия Маруноути (M 08)       |                              |                                                           |                                                                |                                                                |
| Ниси-Синдзюку (M 07)         | Ниси-Синдзюку (M 07)         | -                                                         | Синдзюку-Сантёмэ (M 09)                                        | Синдзюку-Сантёмэ (M 09)                                        |

(*1)Только Chūō Special Rapid маршрут которого начинается с Синдзюку